# Althen-des-Paluds
Althen-des-Paluds – miejscowość i gmina we Francji, w regionie Prowansja-Alpy-Lazurowe Wybrzeże, w departamencie Vaucluse.
Według danych na rok 1990 gminę zamieszkiwało 1600 osób, a gęstość zaludnienia wynosiła 250 osób/km² (wśród 963 gmin regionu Prowansja-Alpy-W. Lazurowe Althen-des-Paluds plasuje się na 301. miejscu pod względem liczby ludności, natomiast pod względem powierzchni na miejscu 778.).